# Rolf Ineichen

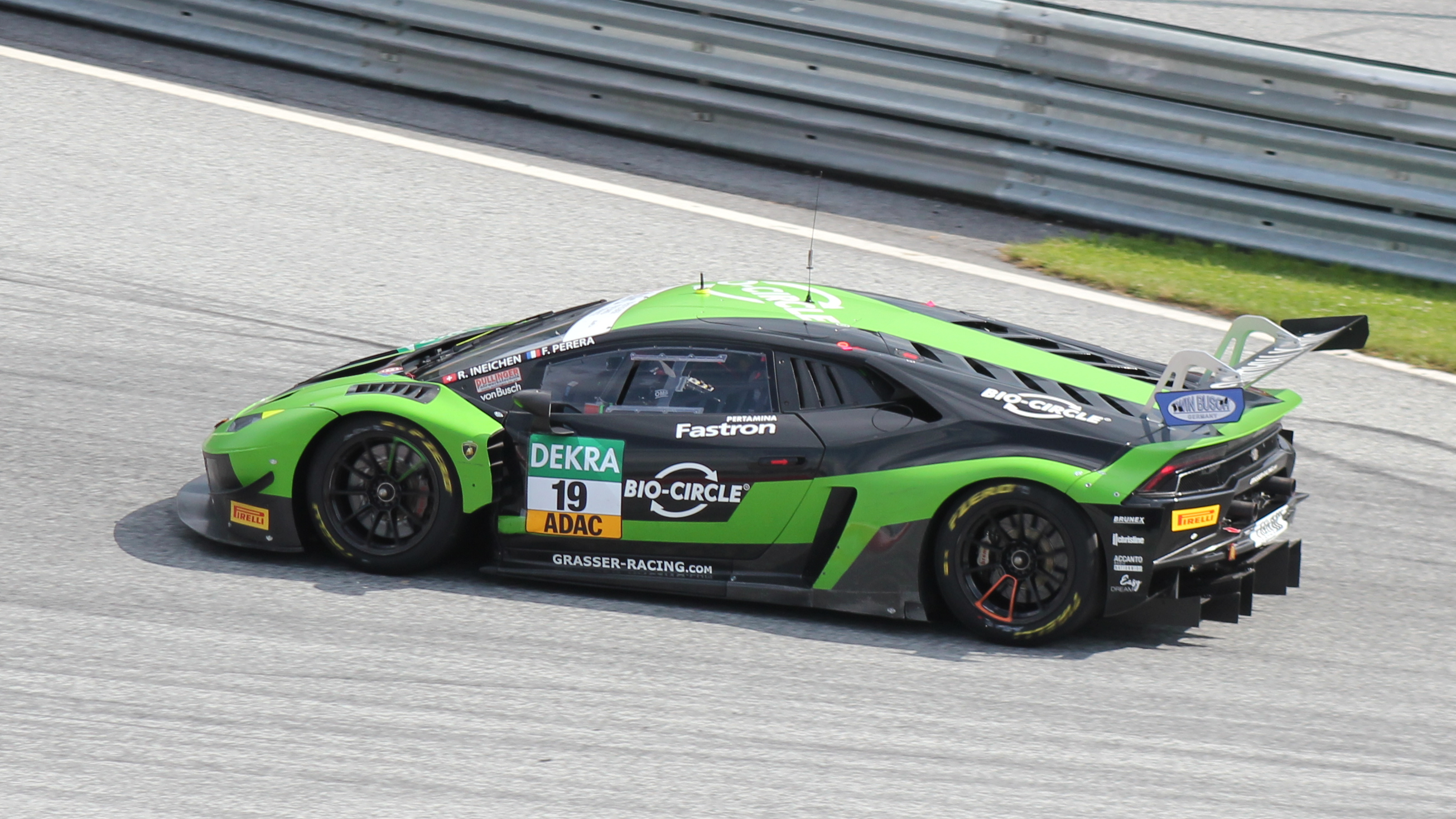
Der Lamborghini Huracán GT3 Evo von Franck Perera und Rolf Ineichen beim Rennen des ADAC GT Masters auf dem Red Bull Ring 2021

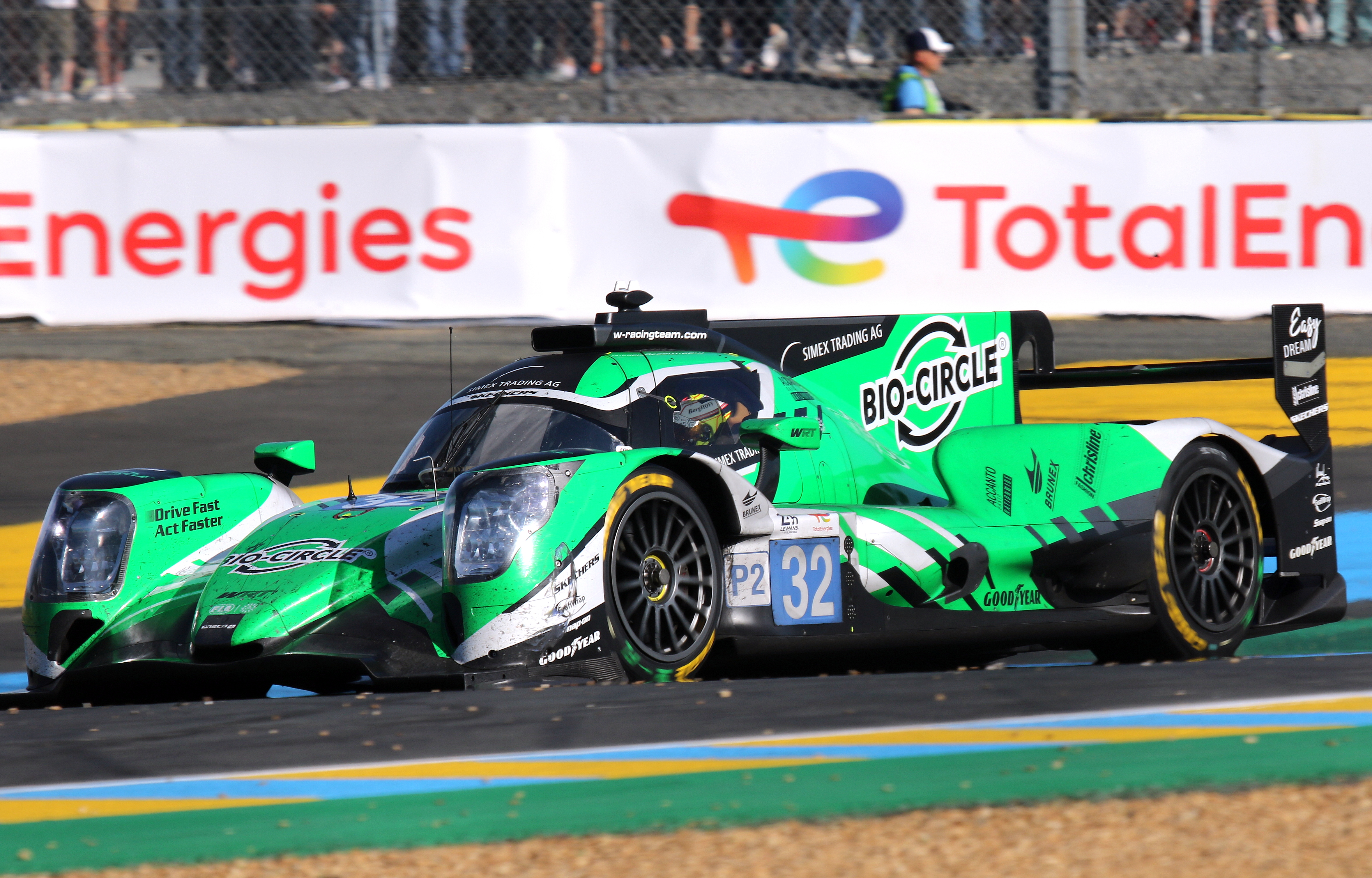
Der von Rolf Ineichen beim 24-Stunden-Rennen von Le Mans 2022 gefahrene Oreca 07

Rolf Ineichen (* 2. Mai 1978 in Sursee) ist ein Schweizer Unternehmer und Autorennfahrer.

## Unternehmer
Rolf Ineichen ist einer der vier Söhne des 2012 verstorbenen Unternehmers und FDP-Politikers Otto Ineichen. Sein 1941 geborener Vater gründete unter anderem 1978 Otto’s, eines der größten Schweizer Detailhandelsunternehmen mit über 100 Filialen. Rolf Ineichen ist im Unternehmen als Chief Operating Officer tätig.

## Karriere im Motorsport
In seiner Freizeit fährt Rolf Ineichen Autorennen auf professionellem Niveau. Sein fahrerisches Talent zeigte sich unter anderem bei seinen drei aufeinanderfolgenden Meisterschaftserfolgen 2013, 2014 und 2015 in der Amateurwertung des Porsche Carrera Cups Deutschland. Weitere Erfolge waren die Klassensiege beim 24-Stunden-Rennen von Daytona und dem 12-Stunden-Rennen von Sebring 2019.
Für GRT Grasser Racing startete er auf einem Lamborghini Huracán GT3 in der GT World Challenge Europe, der IMSA WeatherTech SportsCar Championship und im ADAC GT Masters, wo er 2017 und 2019 die Trophy als Dritter beendete.

## Statistik

### Le-Mans-Ergebnisse
| Jahr | Team                | Fahrzeug           | Teamkollege      | Teamkollege    | Platzierung | Ausfallgrund |
| ---- | ------------------- | ------------------ | ---------------- | -------------- | ----------- | ------------ |
| 2021 | Herberth Motorsport | Porsche 911 RSR-19 | Ralf Bohn        | Robert Renauer | Rang 38     |              |
| 2022 | WRT Team            | Oreca 07           | Mirko Bortolotti | Dries Vanthoor | Rang 15     |              |

### Sebring-Ergebnisse
| Jahr | Team                    | Fahrzeug                | Teamkollege      | Teamkollege         | Teamkollege       | Platzierung             | Ausfallgrund |
| ---- | ----------------------- | ----------------------- | ---------------- | ------------------- | ----------------- | ----------------------- | ------------ |
| 2014 | Dempsey Racing          | Porsche 911 GT America  | Franz Konrad     | Christian Engelhart |                   | Ausfall                 | Defekt       |
| 2017 | GRT Grasser Racing Team | Lamborghini Huracán GT3 | Mirko Bortolotti | Christian Engelhart | Richard Antinucci | Rang 24                 |              |
| 2019 | GRT Grasser Racing Team | Lamborghini Huracán GT3 | Mirko Bortolotti | Rik Breukers        |                   | Rang 19 und Klassensieg |              |

### Einzelergebnisse in der FIA-Langstrecken-Weltmeisterschaft
| Saison | Team                | Rennwagen       | 1   | 2   | 3   | 4   | 5   | 6   |
| ------ | ------------------- | --------------- | --- | --- | --- | --- | --- | --- |
| 2021   | Herberth Motorsport | Porsche 911 RSR | POR | POR | MON | LEM | BAH | BAH |
| 2021   | Herberth Motorsport | Porsche 911 RSR | 38  |     |     |     |     |     |
| 2022   | WRT Team            | Oreca 07        | SEB | SPA | LEM | MON | FUJ | BAH |
| 2022   | WRT Team            | Oreca 07        | 15  |     |     |     |     |     |